# 夕刊富士
《夕刊富士》（日语：／ Yūkan Fuji）是產業經濟新聞社發行的一份晚報，主要在關東地方及近畿地方銷售，原則上除了週日和假日，以及12月30日至1月3日之外每日發行。報紙名稱來自於富士電視台，標題設計者是杉山高子。
2025年1月停止出版。

## 外部連結
- 官方网站（日語）
- こちら夕刊フジ編集局的X（前Twitter）
- ZAKZAK的X（前Twitter）
- ZAKZAK グラビア的X（前Twitter）